# Georges Salendre
Georges Salendre, né le 1er mars 1890 à Romanèche-la-Montagne, commune de Hautecourt-Romanèche (Ain) et mort le 25 mars 1985 à Pierre-Bénite (Rhône), est un sculpteur français essentiellement actif à Lyon et dans sa région.

## Biographie
Son père Auguste Salendre est maître-carrier.
Après une enfance dans le Jura, dont il conserve l’empreinte des paysages et d’une rivière, Georges Salendre fréquente des tailleurs de pierre dans la carrière de Grand-Corent, dans l'Ain et y fait ses premiers essais de sculpture. Il est apprenti tailleur de pierre en 1904, puis il travaille comme ouvrier du bâtiment à Lyon, tout en suivant en auditeur libre les cours de l’École des beaux-arts de cette ville, où il remporte, en 1913, un premier prix de sculpture. Il rencontre une modiste, Angélique Tardy, qui devient son épouse le 13 janvier 1921.
Lors de la Première Guerre mondiale, il est mobilisé en août 1914 et gravement blessé en mai 1918. Il est sauvé par le chirurgien lyonnais André Latarjet. Il est cité pour son courage à l'ordre de l'armée et reçoit la Médaille militaire et la Croix de Guerre. À son retour, il s'installe dans le quartier de la Croix-Rousse ; sa maison se trouve au no 14 cours du Général-Giraud.
En 1925, il rejoint le groupe des Ziniars et il fait partie des fondateurs du salon du Sud-Est.
Il se lie avec l'architecte Tony Garnier.
Ami de nombreux artistes dont Suzanne Valadon et Maurice Utrillo, il réalise un buste en bronze de celui-ci, conservé au musée de Brou à Bourg-en-Bresse. Il devient un pacifiste engagé dans ses convictions tant artistiques que civiques. 
En 1937, il reçoit le grand prix de l’Exposition internationale de sculpture de Paris. Il est nommé chevalier de la Légion d’honneur.
Pendant la Seconde Guerre mondiale, il entre dans la Résistance dès 1940, au sein du mouvement Franc-Tireur. Plusieurs de ses œuvres sont des monuments à la Résistance et à la mémoire des soldats morts pour la France. 
Après la guerre, il entre au parti communiste. Il est élu conseiller municipal de Lyon. Son amitié avec Édouard Herriot lui vaut de travailler pour la ville de Lyon et celles de la proche région. C'est lui qui réalise son tombeau au cimetière de Loyasse en 1958. Il se lie d'amitié avec Camille Vallin, maire de Givors où il exécute plusieurs œuvres, ainsi que dans d'autres municipalités communistes du Rhône.
Georges Salendre, mort le 28 mars 1985, est inhumé au cimetière de la Croix-Rousse à Lyon.

## Style
Respectueux des grands principes de la sculpture classique, c'est un sculpteur de portraits fins et corps féminins aux rondeurs voluptueuses . 
Son engagement politique se retrouve dans la tendance réalisme socialiste des œuvres monumentales .

## Œuvres dans les collections publiques
- Beaujeu : monument aux morts de 1914-1918, en collaboration avec le sculpteur Benoit Myard.
- Caluire-et-Cuire : monument commémoratif en hommage à Jean Moulin, inauguré le 24 juin 1973.
- Écully : À la beauté, buste sur la tombe de la famille Billote au cimetière de la ville.

- Givors :
  - Quartier des Plaines : Captive.
  - Place Henri-Barbusse : Henri Barbusse.
  - Quai Georges-Lévy (Maison du fleuve Rhône) : Maurice Thorez.
  - Groupe scolaire Joliot-Curie : Joliot-Curie.
  - Centre hospitalier de Montgelais : Maternité.
  - Hôtel de ville :
    - La République, buste ;
    - La Mère et l'Enfant ;
    - Le Torrent, groupe en bronze.
- Jassans-Riottier : Monument à Léon Fournet[12].
- La Courneuve : Zoïa, 1964. buste en pierre jaune du Jura à la Maison du peuple Guy Môquet, La Courneuve.
- Lyon :Le veilleur de pierre, en 1948[13]

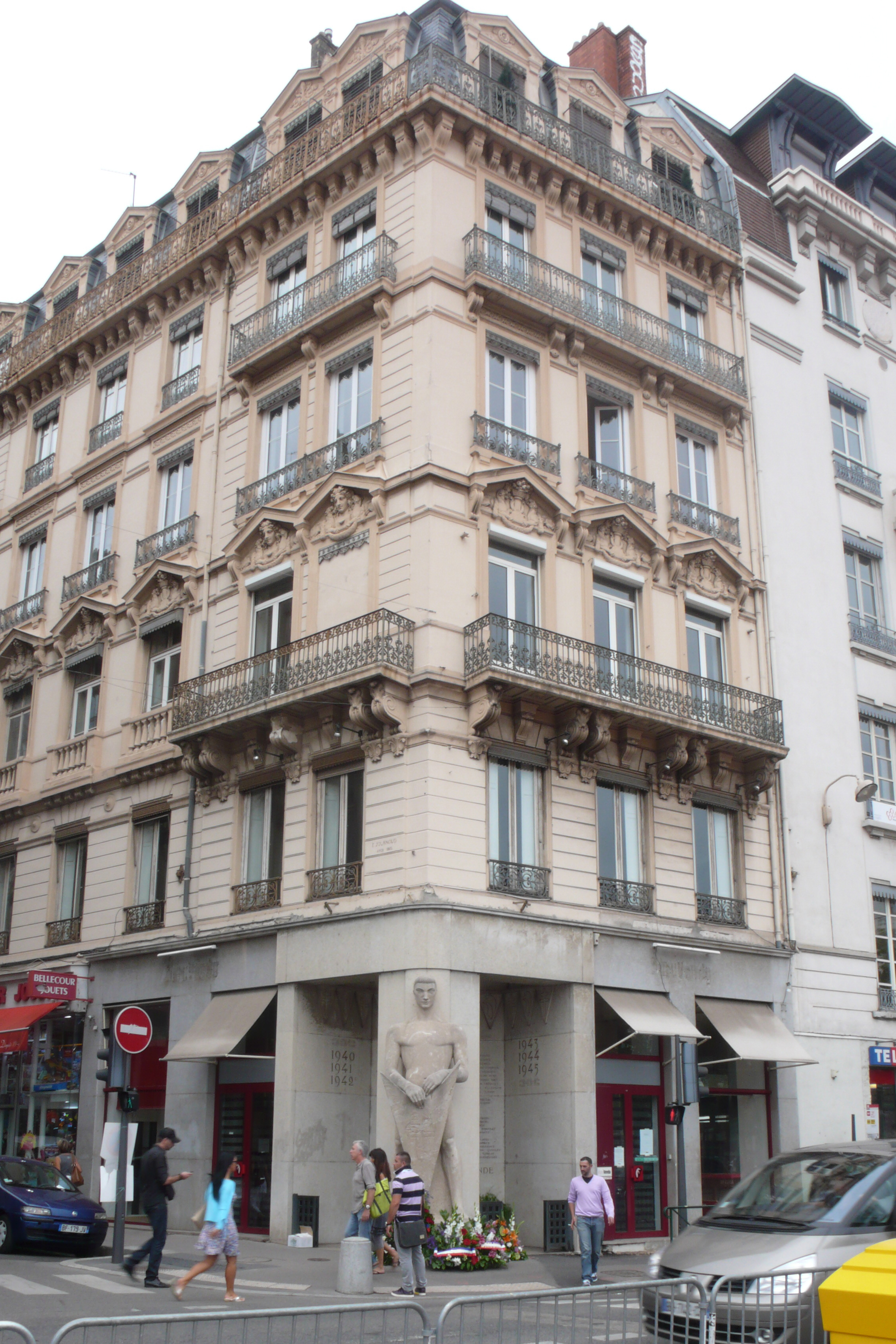
Le veilleur de pierre

  - Cours Général-Giraud : La pensée, Monument aux peintres et sculpteurs lyonnais disparus[14].
  - Lycée professionnel de la Martinière : Les Couturières, en 1950[15].
  - Musée des beaux-arts.
  - Parc de la Tête-d'Or : Le Sportif.
  - Place d'Arsonval : Monument à Édouard Herriot, en 1958.Chapelle de l'hôpital, le Christ en croix[16]
  - angle de la place Bellecour et de la rue Gasparin : Le Veilleur de pierre, en 1948, haut-relief en pierre.
  - Hôtel des Postes, 22 place Antonin-Poncet, bas relief[17]
  - Place Dumas de la Loire, Lyon, Vaise : Souvenir, Unité, Paix 1960.
  - Place Ollier :
    - Monument aux universitaires morts dans les camps, en 1946, détruit par l'OAS en 1960 ;
    - La Pensée, en 1965[18].

  - Place des Tapis : 
    - Le Printemps[19] ;
    - Le Chant des Canuts[20], au début du boulevard des Canuts (Croix-Rousse). L'œuvre était érigée jusqu'en 2014 dans le square Déjean à l'ouest de la mairie du 4e arrondissement.

  - Stade de La Duchère : Athlète, statue.
- Paladru : Georges-Martin Witkowski, années 1930, sur le petit port de Paladru depuis 1964[21].
- Saint-Denis, musée d'Art et d'Histoire : Buste de Gustave Courbet, 1970, pierre du Jura.
- Saint-Étienne : Le Fusillé, 1969.
- Vénissieux : La République des peuples, 1971.
- Villeurbanne :
  - église de la Sainte-Famille : Saint Roch[22].
  - Place Lazare-Goujon : La République enchaînée, 1946, monument aux morts.

## Publication
- Georges Salendre, Georges Salendre sculpteur, préface de Marius Mermillon, Éditions l’Hermès, février 1981  (ISBN 2-85934-090-4).